# Dorcadion mucidum
Dorcadion mucidum là một loài bọ cánh cứng trong họ Cerambycidae.